# Fantozzi 2000 – La clonazione
Pour plus de détails, voir Fiche technique et Distribution.
Fantozzi 2000 – La clonazione, est une comédie italienne réalisée par Domenico Saverni  et sortie en 1999 ; il s'agit du dixième et dernier chapitre de la saga des aventures du personnage fictif Ugo Fantozzi.

## Synopsis
Vers la fin des années 1990, la Mégaditta décide, grâce aux progrès de la biotechnique qui rendent ce projet faisable, de faire revenir l'employé le plus servile qu'elle ait jamais eu, Fantozzi.
1. Après avoir donc servi à entretenir les plantes du directeur Balabam, Fantozzi reçoit une mission de confiance : s'occuper du filleul, Adalberto Maria Balabam, qui est actuellement dans une école d'éducation au pouvoir, avec pour matières principales, l'extorsion, l'abus de pouvoir, la fraude fiscale... Alors que les jeunes de l'école se plaignent de l'absence de leurs parents, Fantozzi leur offre une sortie au zoo, qui tourne mal. Tous sont arrêtés, et Fantozzi est battu.
2. Fantozzi se ruine pour jouer à une loterie nationale par groupe : abandonné de tous, devant arrêter ses dépenses de chauffage pour pouvoir payer son billet, il tombe malade, mais décide de jouer une dernière fois, et confie son billet à son épouse, laquelle se fait convaincre de ne pas jouer ; c'est justement le numéro joué par Fantozzi qui tombe ; folle de honte, son épouse s'en va ; MlleSilvani au contraire, persuadée qu'il a gagné, veut vivre la belle vie avec lui, qui s'endette pour le lui faire croire. Mais elle découvre le pot-aux-roses : les époux Fantozzi se retrouvent.
3. Uga, la petite-fille très laide, leur est confiée par ses parents. Comme Alex, un stripteaseur, semble lui faire la cour, Fantozzi décide de s'approcher de lui pour vérifier ses intentions, et se fait encore ridiculiser.
4. Pour le nouvel an 2000, les Fantozzi sont invités par la comtesse Serbelloni Mazzanti Viendalmare. Ugo y accumule gaffe sur gaffe. Devant s'enfuir à cause des catastrophes provoquées, les époux Fantozzi se retrouvent sur une île déserte et décident de se suicider. Une étoile filante les en empêche, ils font vœu de trouver un lieu de bonheur : arrive alors dans un vaisseau spatial, un martien qui leur dit avoir fait toutes les planètes pour chercher le bonheur et espérer le trouver enfin sur la Terre...

## Fiche technique
- Réalisateur : Domenico Saverni
- Scénario : Alessandro Bencivenni, Domenico Saverni
- Producteur : Fulvio Lucisano, Vittorio Cecchi Gori
- Photographie : Marco Onorato
- Montage : Raimondo Crociani
- Musique : Fabio Frizzi
- Date de sortie : 24 décembre 1999
- Durée : 91 min
- Genre : comédie

## Distribution
- Paolo Villaggio : Ugo Fantozzi
- Milena Vukotic : Pina Fantozzi
- Dodi Conti : Ughina
- Anna Mazzamauro : Mlle Silvani
- Paolo Paoloni : Duc Comte Directeur Balabam
- Mauro Vestri : ancien collègue
- Guerrino Crivello : Colsi
- Stefano Antonucci : journaliste TV
- Stefano Masciarelli : impresario des Centocelle Nightmare
- Guido Nicheli : enseignant de l'Institut d'Éducation au pouvoir
- Aldo Ralli : scientifique
- Fabio Traversa : homme sur le banc au zoo
- Gianni Fantoni : agent touristique
- Irma Capece Minutolo : comtesse Serbelloni Mazzanti Viendalmare
- Evelina Gori : comtesse mère Serbelloni Mazzanti Viendalmare
- Mirta Pepe : commissaire
- Claudio Ricci : Adalberto Maria Balabam
- Jacopo Sarno : Pier Ulderico Kobram
- Lorenzo Vizzini : fils de l'avocat Barambani
- Simome Ascaini : fils du docteur
- Big Jimmy : jeteur des Centocelle Nightmare
- Lucianna De Falco : employée de la Megaditta
- Massimo Giletti : lui-même
- Stefania Orlando : elle-même
- Centocelle Nightmare : eux-mêmes

## Remarques
- C'est le dernier film où Paolo Villaggio est le principal acteur.
- Filini disparaît des aventures de Fantozzi, à cause de la mort de l'acteur Gigi Reder en 1998. Le film lui est dédié.
- Dodi Conti remplace Maria Cristina Maccà pour jouer Uga, l'affreuse petite fille de Fantozzi.
- Guerrino Crivello reprend dans ce film le rôle de l'employé Colsi, qu'il avait déjà joué en 1980 dans le troisième film de la saga, Fantozzi contro tutti.
- Le policier époux de la commissaire est en réalité le réalisateur, Domenico Saverni.
- On remarque aussi Mauro Vestri, qui joue un ancien collègue de Fantozzi. Dans Il secondo tragico Fantozzi (1976), il jouait le rôle du professeur Guidobaldo Maria Riccardelli, directeur de Mégaditta, cinéphile fanatique qui obligeait les employés à regarder entre autres Le Cuirassé Potemkine.

## Référence de traduction
- (it) Cet article est partiellement ou en totalité issu de l’article de Wikipédia en italien intitulé « Fantozzi 2000 – La clonazione » (voir la liste des auteurs).